# Fläckborttagning

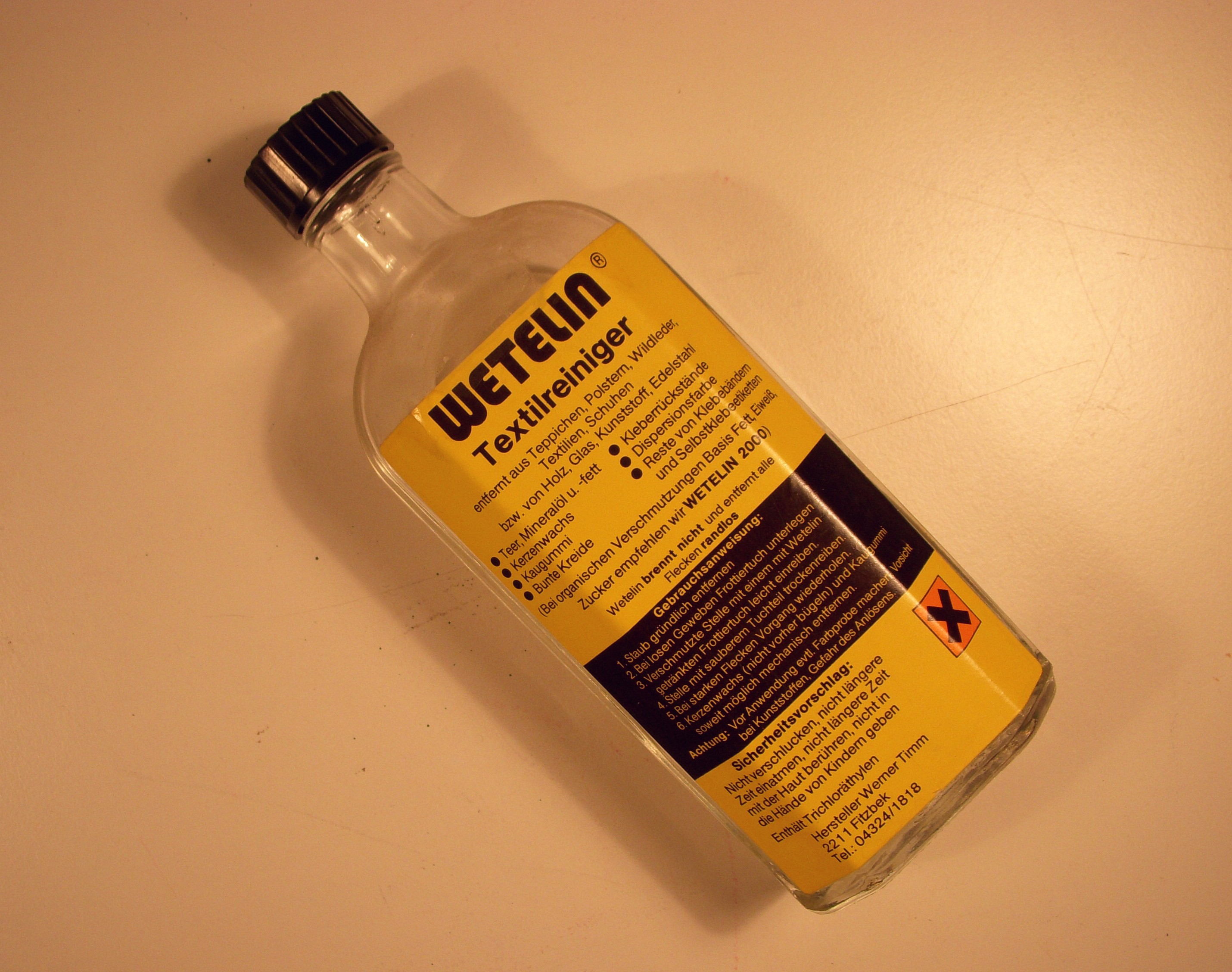
Flytande fläckborttagningsmedel

Fläckborttagning kallas olika sätt att ta bort fläckar som inte går bort i vanlig tvätt. Olika typer av syntetiska eller naturligt förekommande ämnen kan användas som fläckborttagningsmedel, till exempel ammoniak, isopropanol, aceton, vanlig handsprit, citron, koksalt, bakpulver eller potatismjöl beroende på vilket slags fläck som ska behandlas. För många fläckar behövs inget starkt lösningsmedel. Istället använder man sig av det fläckande ämnets kemiska "svagheter".

## Fläckborttagningsråd

### Hallon, jordgubbar, lingon
Det röda färgämnet i bär som hallon, jordgubbar och lingon förstörs av hög värme. Kläder och tyg av bomull eller linne som har sådana fläckar kan därför rengöras med rent, hett vatten. Koka upp vatten och häll det omedelbart i en tunn stråle över fläckarna. OBS! Använd inte denna metod på textilier av syntetmaterial eftersom de kan förstöras av det heta vattnet.

### Blåbär
Färgämnet i blåbär är basiskt, och förstörs av sura ämnen. Häll därför till exempel pressad citron, äppelcidervinäger eller ättika på blåbärsfläckar.
Fläckar av blåbär kan också tas bort genom att hälla kokande vatten på fläcken om plagget tål detta.
Blåbär fås effektivt bort genom att blötlägga plagget i upphettad mjölk. Låt verka, och tvätta därefter normalt i tvättmaskin.

### Kåda från tall
Medan kåda är nästan omöjligt att få bort från händerna med vanlig tvål går det utmärkt med grön eller gul såpa. Detta beror på att såpa är tillverkat av tallolja, och enligt principen "lika löser lika" tar såpan lätt bort kådan.

### Blod
Blodfläckar på kläder tas bort med vanlig tvål och kallt vatten. Använder man varmt vatten koagulerar proteiner i blodet och binder hemoglobinet (som färgar blodet rött).

### Rödvin
Rödvin tas bort från textilier genom att omedelbart hälla salt på fläcken. En annan effektiv metod är att blötlägga fläcken i upphettad mjölk. Tvätta därefter som normalt.